# Nécropole de Bosco Le Pici
La nécropole de Bosco Le Pici est située à Le Pici dans la commune de Castelnuovo Berardenga, dans la province de Sienne, en Toscane,.
Le site archéologique étrusque est situé sur une colline qui servait de nécropole par une communauté étrusque qui habitait la région de la fin du VIIIe au IIe siècle av. J.-C.

## Historique
Les tombes les plus anciennes trouvées dans la nécropole remontent du VIIIe au VIIe siècle av. J.-C. et montent une utilisation jusqu'au VIe siècle av. J.-C. Après cette date la site semble avoir été inutilisé et c'est vers le IIIe siècle av. J.-C. qu'il redevint un lieu de sépulture.
Depuis 1997, des fouilles ont été menées par la Surintendance du patrimoine archéologique de Toscane, fouilles qui sont toujours en cours. Des objets des fouilles réalisées sur ce site sont visibles au Musée archéologique du Chianti senese.

### Les tombes
- Tombe A  : C'est une tombe à chambre quadrangulaire qui possédait à l'origine un toit à double pente (a capanna). Ayant été déjà pillée avant les fouilles, cette tombe  ne contenait que peu d'objets funéraires.
- Tombe B : C'est une tombe à chambre (a camera) qui possédait un dromos à l'entrée où a été trouvée une riche collection d'objets datant du VIIe siècle av. J.-C.
- Tombes à fosse : recouvertes en partie de dalles en calcaire blanc où ont été trouvés des vases cinéraires.

## Galerie

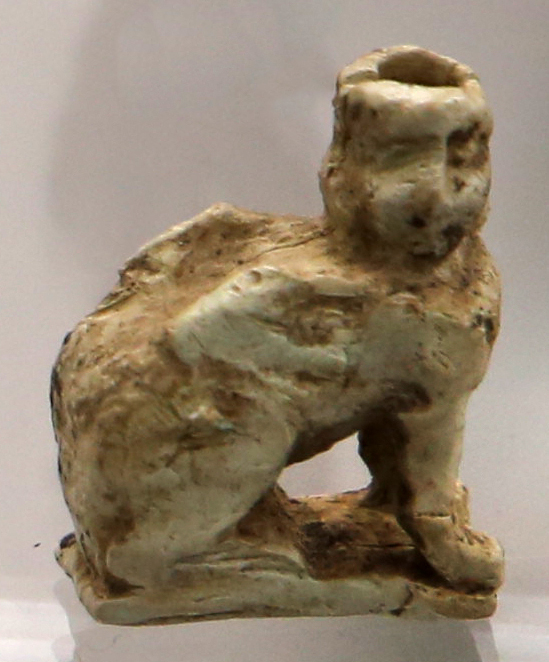
Applique en ivoire en forme de sphinx, (environ 610-500 av. J.-C.), tombe C de la nécropole de Bosco le Pici.
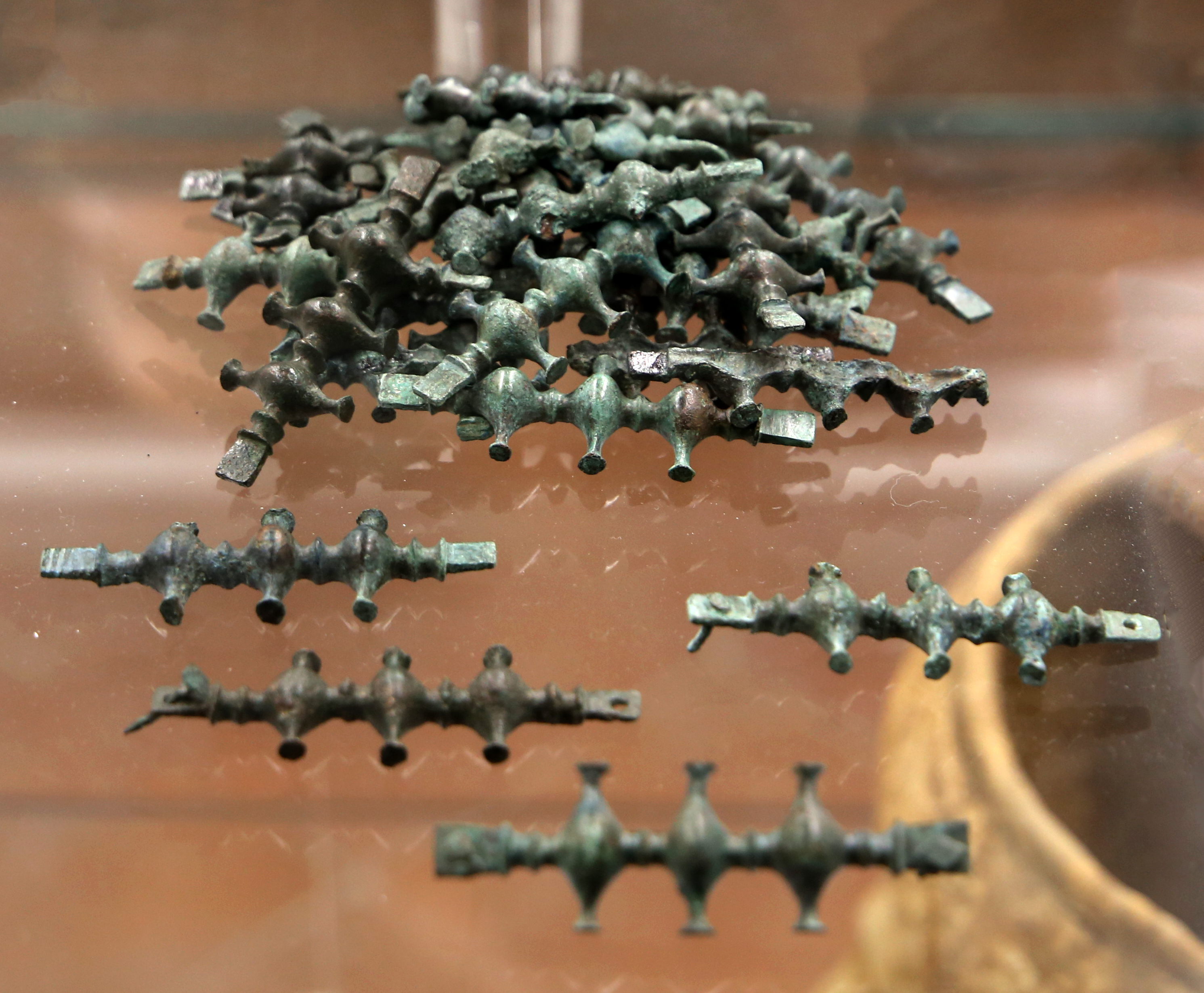
Fragments de harnais équins, (vers 610-500 av. J.-C.), tombe B (nécropole de Bosco le Pici).
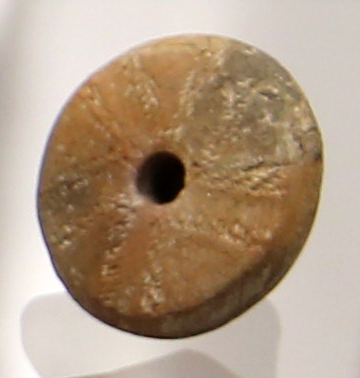
Fuseruola (objet en terre cuite), VIIIe – VIe siècle av. J.-C.
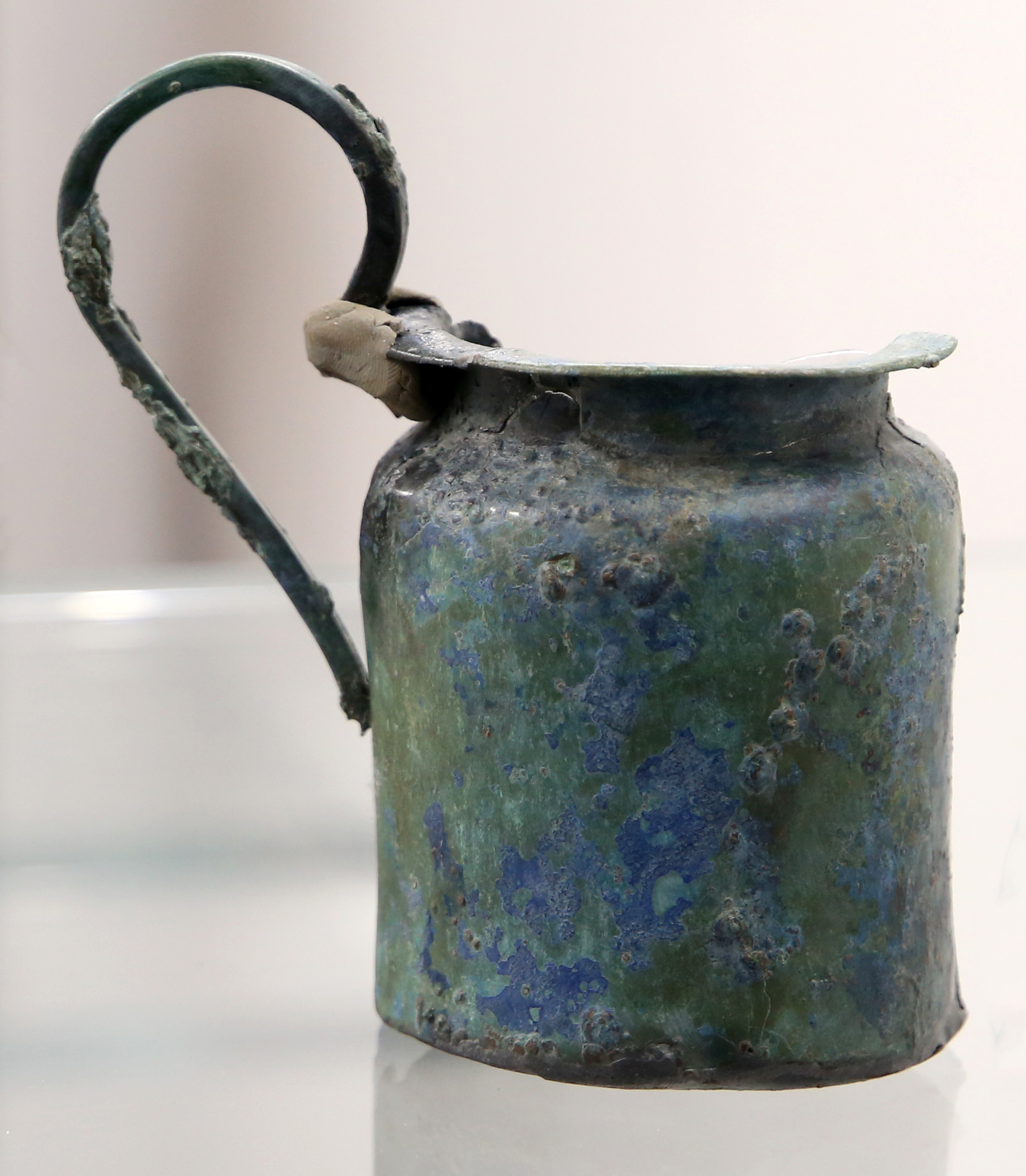
Kyathos en bronze, (vers 310-200 av. J.-C.), tombe F de la nécropole de Bosco le Pici.